# Ait Hkim-Ait Yzid
Ait Hkim-Ait Yzid  (in arabo أيت حكيم - أيت يزيد‎?) è un centro abitato e comune rurale del Marocco situato nella provincia di Al Haouz, regione di Marrakech-Safi. Conta una popolazione di 8 812 abitanti (censimento 2014).